# Авис
Династията Авис (на португалски: Aviz, Dinastia de Avis, Dinastia Joanina) е втората португалска кралска династия, клон на Бургундската династия, управлява Португалия от 1385 до 1580 г.
Името идва от селището Авис, седалище на рицарския орден от Авис (Авиш), чийто велик майстор е основателят на династията Жуау I (на португалски: D.João I), извънбрачен син на Педру I († 1367) и Тереза Лоренсо. През април 1385 г. Жуау I е избран за десетия крал на Португалия.

## Представители на династията – крале на Португалия
- Жуау I Добрия (11.4.1357 – 14.8.1433) (1385 – 1433) – Велик магистър на Авиския орден.
- Дуарте Красноречивия (31.10.1391 – 9.9.1438) (1433 – 1438) – син на предходния
- Афонсу V Африкански (15.1.1432 – 28.8.1481) (1438 – 1481) – син на предходния
- Жуау II Тиранин (3.5.1455 – 25.10.1495) (1481 – 1495) – син на предходния
- Мануел I Велики (1.6.1469 – 13.12.1521) (1495 – 1521) – братовчед на предходния
- Жуау III Благочестивия (6.6.1502 – 11.6.1557) (1521 – 1557) – син на предходния
- Себащияу Желания (20.1.1554 – 4.8.1578) (1557 – 1578) – внук на предходния
- Енрике Чистия (31.1.1512 – 31.1.1582) (1578 – 1580) – чичо на предходния
- Антоний I (1580 – 1582) – претендент за престола

## Историческа справка
През 1383 г. Жуау І отстранява от власт кралица Леонора, вдовица на Фернанду І Прекрасния (от Бургундската династия) и се обявява за регент, подкрепен от жителите на Лисабон. Кастилският крал Хуан І, женен за законната престолонаследница Беатриса, единствена дъщеря на покойния Фернанду І, прави опит да превземе португалската столица, но е принуден да отстъпи, тъй като във войската му пламва епидемия. През 1385 г. Кортесите избират Жуау I Добрия на престола и през същата година той прогонва окончателно кастилците от своите земи. При сключването на мирния договор през 1411 г. кралете на Кастилия се отказват от претенциите си към португалската корона. През 1415 г. Жуау I поставя началото на португалската колонизация като отнема от арабите стратегическата крепост Сеута в Северна Африка. Сред успешните му външнополитически стъпки е и неговият брак с Филипа, дъщеря на херцог Джон Ланкастър, довел до траен съюз с Англия.
Жуау I е наследен от първородния си син Дуарте Красноречивия. Новият крал продължава войната срещу маврите в Северна Африка, но търпи поражение при Танжер (1436 г.), при което брат му Фернанду (пети син на Жуау I) попада в плен. Женен е за Елеонора, дъщеря на арагонския крал Фернандо I. Дуарте Красноречивия умира от чума на 9 септември 1438 г.
Афонсу V Африкански е малолетен, когато заема престола, затова регентството поема майка му Елеонора. През 1441 г. кралицата майка е прогонена в Кастилия от чичовците на краля, Педру, Енрике и Жуау, които се провъзгласяват за негови регенти. Афонсу V Африкански управлява самостоятелно от 1448 г. Жени се за своята братовчедка Изабела, дъщеря на херцог Педру де Коимбра, с когото влиза в конфликт и чието убийство организира. Кралят продължава бойните действия срещу арабите в Северна Африка и превзема редица марокански крепости, сред които и Танжер през 1470 г. Овдовял с първата си съпруга, той се жени за Хуана, единствената дъщеря на кастилския крал Енрике IV. След смъртта на своя тъст от 1475 до 1479 г. води неуспешна война за короната на Кастилия срещу кралица Изабела І. През 1477 г. се развежда с Хуана, оттегля се от държавните дела и умира от чума през 1481 г., докато строи манастир, в който смята да доживее дните си.
Единственият син на Афонсу V Жуау II Тиранин става регент на Португалия след оттеглянето на своя баща през 1477 г. Като самостоятелен владетел си поставя за цел разширяването на териториите на държавата. По негово време започват Великите географски открития. През 1487 г. мореплавателят Бартоломеу Диаш достига нос Добра надежда. Кралят прави грешка, като не приема предложението на генуезеца Христофор Колумб за морска експедиция на запад. През 1494 г. с посредничеството на папа Александър VI Борджия, между Португалия и Испания е подписан Договорът от Тордесиляс, с който новооткритите земи се разпределят между двете държави. Жуау II взема за съпруга своята братовчедка Леонора, дъщеря на херцог Фернанду де Вишеу (1433 – 1470).
Фернанду де Вишеу, вторият син на крал Дуарте е баща на крал Мануел I Велики, наследил своя братовчед на престола. При управлението на новия крал Португалия се превръща във велика морска сила. През 1497 г. Вашку да Гама открива пътя към Индия, а през 1500 г. е открита Бразилия. Процъфтява португалската ренесансова култура, а по инициатива на владетеля е модернизирано законодателството на страната. Мануел I Велики се жени три пъти: за Изабела, дъщеря на арагонския крал Фернандо II и кастилската кралица Изабела І; за Мария, нейна по-малка сестра и за Елеонора Австрийска, дъщеря на кастилския крал Филип І Хубави (от Хабсбургската династия).
Следващият крал Жуау III Благочестивия поддържа съюзни отношения със съседна Испания. През 1536 г. установява Инквизицията в Португалия и разрешава дейността на Йезуитския орден. По негово време португалските мореплаватели овладяват Молукските острови, някои територии в Индия и през 1542 г. установяват първите връзки с Япония. Жуау III сключва брак с Катерина, дъщеря на кастилския крал Филип І Хубави, от която има син Жуау (1537 – 1554), който умира преди баща си. Неговият син Себащияу Желания, роден от съпругата му Хуана Австрийска, дъщеря на германския император Карл V, наследява дядо си Жуау III.
Крал Себащияу Желания, заел престола едва тригодишен, управлява първоначално под регентството на майка си Катерина, а след това – на чичо си, кардинал Енрике. Възпитан от монаси йезуити, той е обзет от амбицията да освободи Северна Африка от властта на мюсюлманите. През 1578 г. организира голям поход срещу Мароко, но е разгромен и загива в битката при Алкасар. Поради липсата на други наследници на престола се възкачва чичо му Енрике Чистия. Слаб и нерешителен, без голям опит в държавните дела, той умира без да определи свой приемник. От смъртта му се възползва испанският крал Филип II, който завладява Португалия през 1580 г.